# Magasin III
Кунстхалле «Magasin III» (швед. Magasin 3; англ. Magasin III Museum & Foundation for Contemporary Art) — художественный музей и фонд современного искусства в шведском городе Стокгольм, созданный в 1987 году по инициативе предпринимателя Роберта Вайля; расположен в здании бывшего склада, построенном в 1920-х годах в городской гавани — имеет филиал в Израиле; постоянная коллекция включает в себя более семидесяти работ, созданных специально для музея; проводит временные выставки шведских и иностранных авторов.

## История и описание
Музей современного искусства «Magasin 3» был открыт в Стокгольме в 1987 году — инициатором создания частного художественного музея стал предприниматель Роберт Вайль (Robert Weil, род. 1948), владевшего финансовой компанией «Proventus AB». Музей начался как выставочный зал под названием «Magasin 3 Stockholms konsthall». Постепенно организация, находившая под руководством Дэвида Ноймана, создавала свою собственную коллекцию произведений современного международного искусства; сформировав полноценное собрание она изменила концепцию и название, став музеем.
Музей был расположен в помещения бывшего склада, построенного в 1920-х годах в гавани Стокгольма. Музей пытается поддержать художественную деятельность в городе и стране, представляя и продвигая отдельных художников — с момента своего создания «Magasin III» демонстрировал работы целого ряда современных художников, включая таких авторов как Мона Хатум, Тино Сегал, Ай Вейвей, Пипилотти Рист и Тони Оуслер. С 1987 года коллекция «Magasin III» пополнилась целым рядом работ, включающей более семидесяти произведений, созданных специально для его помещений. В залах музея находится работа Джеймса Туррелла «Рассветающий свет» (1992).
С 2015 года музей и Стокгольмский университет осуществляют совместный проект по совмещению художественной (экспериментальной) и исследовательской деятельности: в 2017 году при художественном институте был создан проект «Accelerator», разместившийся в здании бывшей лаборатории «Manne Siegbahnlaboratoriet» (MSL). В 2016 году музей провёл временную выставку шведской художницы Кристины Одлунд (род. 1963) «Christine Ödlund — Aether & Einstein». По состоянию на сентябрь 2019 года музейное здание в Стокгольме было закрыто в связи с государственной программой по перестройке районе — будущее «Magasin III» не было ясно. С января 2018 года израильский филиал музея «Magasin III Jaffa» (Тель-Авив) стал постоянным выставочным пространством галереи.